# Саборы (платформа)
Сабры — станция Санкт-Петербургского отделения Октябрьской железной дороги на однопутной линии Мга — Гатчина — Ивангород . Расположена в Гатчинском районе Ленинградской области в непосредственной близости от деревни Сабры.